# Gayton, Norfolk
Gayton är en by och en civil parish i King's Lynn and West Norfolk i Norfolk i England. Orten har 1 432 invånare (2011). Byn nämndes i Domedagsboken (Domesday Book) år 1086, och kallades då Gaituna.